# 中部横断自動車道
中部横断自動車道（ちゅうぶおうだんじどうしゃどう、英語: CHUBU-ODAN EXPWY）は、静岡市清水区の新清水ジャンクション (JCT) から長野県小諸市の佐久小諸JCTに至る総延長約132 kmの高速道路（高速自動車国道）である。略称は中部横断道（ちゅうぶおうだんどう）。
高速道路ナンバリングによる路線番号は、新東名高速道路清水連絡路（全線）および中央自動車道との重複区間（双葉JCT - 長坂JCT）を含めて「E52」が割り振られている。
日本列島の中心線を横切る方向に走っているため、道路名は「横断道」を名乗る。

## 概要
国土開発幹線自動車道の予定路線に以下の通りされている。
| 起点   | 主たる経過地                               | 終点   |
| ------ | ------------------------------------------ | ------ |
| 静岡市 | 山梨県南アルプス市（旧中巨摩郡甲西町）付近 | 佐久市 |

全区間が下記のとおり高速自動車国道の路線にされている。
| 起点   | 重要な経過地                                                                                             | 終点   |
| ------ | --- | ------ |
| 静岡市 | 山梨県南巨摩郡身延町 同郡富士川町 南アルプス市 甲斐市 韮崎市 北杜市 長野県南佐久郡佐久穂町 佐久市 小諸市 | 佐久市 |

山梨県甲斐市の双葉JCTから同県北杜市の長坂JCT（調査中）までは中央自動車道と重複している。また、双葉JCTから南アルプス市の南アルプスICの区間は山梨県の地域高規格道路である新山梨環状道路の西部区間にも指定されている。
上信越自動車道と接続し太平洋側（静岡県静岡市）と日本海側（新潟県上越市）を結ぶ路線と位置付けられており、同道の佐久小諸JCT - 上越JCT間と合わせて、「中部日本横断自動車道」と呼ばれることもある。2021年（令和3年）8月現在、新清水JCT - 双葉JCT間および八千穂高原IC - 佐久小諸JCT間が開通している。開通している区間の道路名は、中央自動車道として開通している区間を除き、中部横断自動車道（英語: CHUBU-ODAN EXPWY）であり、中部横断道（英語: CHUBU-ODAN EXP）と略される。富沢IC - 六郷IC、八千穂高原IC - 佐久北IC間は新直轄方式である。

### 双葉JCT - 新清水JCT間
山梨県内の新直轄方式区間である富沢IC - 六郷IC間 (28.3キロメートル) は、4分の3に当たる約21キロメートルがトンネルおよび高架橋の構造物であり、センターラインにセンターポール（ガイドポスト）が設置される暫定2車線の対面通行方式である。
道路幅が狭いため、事故車両故障で渋滞が発生した場合、救急車などの緊急車両が現場に急行出来ないのではないかという地元消防署や山梨県警察による指摘がある。実際に、2013年（平成25年）1月の大雪で通行止めになった際には先述の問題で路肩に雪を寄せることができず、除雪に手間取ったことから、通行止め解除までに約50時間を要している。同区間のトンネルは19本（総延長約14.9キロメートル）、橋梁40カ所（同約6.1キロメートル）、対面2車線の道路幅員は10.5メートルで車線幅員は3.5メートル、路肩幅は1.75メートルである。
当初は2017年（平成29年）度中にも全区間開通予定であったが、軟弱地盤によるトンネル掘削の遅れが起こったほか、掘削土に含まれていた自然由来の重金属の処理に手間取ったため、幾度も開通時期が延期され、全区間の開通は2021年（令和3年）8月29日にずれ込んだ。
またトンネルや橋梁が多いことから、新直轄方式区間（富沢IC - 六郷IC）の総事業費が2019年（平成31年）3月時点で3,154億円（キロメートル換算で約111.4億円）と有料区間である増穂IC - 双葉JCTの区間（16キロメートルで848億円、1キロメートル換算で約53億円）と比較すると高額になっており、山梨県の費用負担分が争点となった。
2006年（平成18年）の新直轄方式への変更に際し、県費負担は177億円とされたが、翌2007年（平成19年）2月より山梨県知事に就任した横内正明が総務省へ県負担軽減を求め、一度は32億円に縮小された。しかし難工事による開通延期と追加工事により、2018年（平成30年）7月の「新直轄区間全体の延期」に124億円、2019年（平成31年）3月の「南部IC - 下部温泉早川IC間の再延期」には、164億円まで増大した。
そこで2019年（平成31年）2月に山梨県知事に就任した長崎幸太郎は、総務省へ県負担を再度軽減するように求めた。また総務省も、トンネルや橋の占有率が全国平均の2倍を超える場合に交付税負担を増額する新算定方式や、新直轄区間の比率が高い場合についても期限付きで交付税負担を増額する特例措置などを同区間に適用した結果、2019年（令和元年）7月に、山梨県の負担は1億円まで再縮小されるという見通しが示された。
2021年8月29日に当該区間が全線開通。長さ5,000メートル以上のトンネルが存在しないことから、太平洋側から山梨県や長野県まで石油製品等の危険物を積載するタンクローリーが高速道路で直通できるようになり、防災面等での効果が期待されている。
当区間はほぼ全線にわたってJR東海の身延線と並走している。

### 長坂JCT - 佐久小諸JCT間
長坂JCT - 佐久小諸JCTは、八千穂高原IC以北が整備済みであるのに対し、長坂JCT - 八千穂高原ICは基本計画区間のまま中部横断道唯一の未事業化区間として残っており、同道全線開通の目途は未だに立っていない。
2010年（平成22年）12月以降、7回に及ぶ社会資本整備審議会（関東地方小委員会）や地元意見交換会と、2012年（平成24年）から2013年（平成25年）にかけて行われた3回のワーキンググループでの議論を経て、2015年（平成27年）4月9日には対応方針の決定に至るも、その後も道路建設の是非やルート帯に関する様々な意見が対立して、暫く膠着状態が続いていた。
このような状況に対し、山梨・長野の両県では沿線自治体や商工会議所、観光協会などの業界団体が再三に渡って県知事への整備促進を陳情しており、これらを踏まえ山梨県の後藤斎知事（当時）と長野県の阿部守一知事は2016年（平成28年）5月23日に石井啓一国土交通相を訪ね、早期事業化への中央要望を行った。
これに対し石井国交相は、整備計画に前向きな考えを示しつつも、沿線の一部住民らが道路計画への反対と、社会資本整備審議会における計画段階評価の再審議を求めている状況を踏まえ、「住民の理解が得られるかが課題」と注文を付けている。
2017年（平成29年）9月21日と国土交通省長野国道事務所や長野県建設部、沿線自治体担当部課らで構成される1回目の「中部横断自動車道（長坂〜八千穂）長野県区間に係る計画調整会議」が開催され、既に決定済みの対応方針のおさらいと、その後の地元意見集約結果を発表、それらを踏まえ、長野県区間でのルート帯案とインターチェンジの概略位置決定の考え方に関する方針が確認された。
2018年（平成30年）7月11日の第2回同会議では、同年4月25日に南牧村より出された優良農地に関する要望等も踏まえた、長野県区間の1キロメートル幅のルート帯案と、より具体的なインターチェンジ設置位置が、国土交通省長野国道事務所より提示され、合意された。
これらの会議結果を基に、国土交通省は2019年（令和元年）6月28日に、環境影響評価（アセスメント）の方法書を山梨・長野の両県に提出。これを受けて県や自治体では、今後都市計画の決定と、環境影響評価に関する手続きが進められることになり、事業化前の最終関門となる新規事業採択時評価に向けて、大きく前進した。
2023年（令和5年）7月19日、国土交通省が長坂 - 八千穂の事業者予定案を山梨県及び長野県に提供。同年10月に、両県で都市計画原案の説明会を開催し、具体的なルートおよびIC位置の原案が公表された。2024年10月現在は「韮崎都市計画道路1・4・1号双葉・韮崎・清里幹線」、「佐久都市計画道路1・4・1号南牧佐久線」として都市計画手続きと環境影響評価（環境アセスメント）が実施されている。
当区間はほぼ全線にわたってJR東日本の小海線と並走している。

## インターチェンジなど
- IC番号欄の背景色が■である部分については道路が開通済みの区間を示している。また、施設名欄の背景色が■である部分は施設が供用開始前（または完成していない）、あるいは廃止されたことを示す。未開通区間の名称は仮称である。なお、富沢IC - 六郷IC間と八千穂高原IC - 佐久北IC間は新直轄方式で整備されるため、無料区間である[20][21][22]。
- スマートインターチェンジ (SIC) およびETC専用の出入口は背景色を■で示す。
- 路線名の特記がないものは市町村道。
- （間）は他の道路を介して接続している間接接続。
- 接続路線名の「※1」は国道52号を、「※2」は国道141号をそれぞれ示す。
- その他の略字は、ICはインターチェンジ、JCTはジャンクション、PAはパーキングエリア、TBは本線料金所をそれぞれ示す。

| IC番号                                             | 施設名         | 接続路線名                                              | 起点から (km) | 備考                                                                              | 所在地               | 所在地               | 所在地               |
| -------------------------------------------------- | -------------- | ------------------------------------------------------- | ------------- | --------------------------------------------------------------------------------- | -------------------- | -------------------- | -------------------- |
| E52 新東名高速道路 清水連絡路                      |                |                                                         |               |                                                                                   |                      |                      |                      |
| 9                                                  | 新清水JCT      | E1A 新東名高速道路                                      | 0.0           |                                                                                   | 静岡県 静岡市 清水区 | 静岡県 静岡市 清水区 | 静岡県 静岡市 清水区 |
| -                                                  | 両河内SIC      | -                                                       | 5.6           | 事業中                                                                            | 静岡県 静岡市 清水区 | 静岡県 静岡市 清水区 | 静岡県 静岡市 清水区 |
| -                                                  | 富沢TB         | -                                                       | 20.5          | 本線料金所                                                                        | 山梨県               | 南巨摩郡             | 南部町               |
| 1                                                  | 富沢IC         | ※1                                                      | 20.7          | ここから静岡方面は有料区間 ここから甲府方面は無料区間 道の駅とみざわが近接（1km） | 山梨県               | 南巨摩郡             | 南部町               |
| 2                                                  | 南部IC         | ※1（南部バイパス）                                      | 27.4          | 道の駅なんぶに隣接                                                                | 山梨県               | 南巨摩郡             | 南部町               |
| 2-2                                                | 身延山IC       | 県道10号富士川身延線                                    | 32.6          | 地域活性化IC                                                                      | 山梨県               | 南巨摩郡             | 身延町               |
| 3                                                  | 下部温泉早川IC | 県道9号市川三郷身延線                                   | 40.6          |                                                                                   | 山梨県               | 南巨摩郡             | 身延町               |
| 3-2                                                | 中富IC         | 県道405号割子切石線                                     | 45.4          | 地域活性化IC                                                                      | 山梨県               | 南巨摩郡             | 身延町               |
| 4                                                  | 六郷IC         | 県道43号六郷インター線                                  | 49.0          | ここから静岡方面は無料区間 ここから甲府方面は有料区間                             | 山梨県               | 西八代郡             | 市川三郷町           |
| -                                                  | 富士川TB       | -                                                       | 57.5          | 本線料金所                                                                        | 山梨県               | 南巨摩郡             | 南巨摩郡 富士川町    |
| 5                                                  | 増穂IC/PA      | ※1（甲西道路）                                          | 58.3          | PA下り線（中央道方面）は道の駅富士川に隣接                                        | 山梨県               | 南巨摩郡             | 南巨摩郡 富士川町    |
| -                                                  | 南アルプスTB   | -                                                       |               | 旧 本線料金所 2017年2月20日廃止                                                   | 山梨県               | 南アルプス市         | 南アルプス市         |
| 6                                                  | 南アルプスIC   | 新山梨環状道路（南部区間） 県道12号韮崎南アルプス中央線 | 64.5          |                                                                                   | 山梨県               | 南アルプス市         | 南アルプス市         |
| 7                                                  | 白根IC         | 県道39号今諏訪北村線                                    | 67.5          |                                                                                   | 山梨県               | 南アルプス市         | 南アルプス市         |
| 15-2                                               | 双葉JCT        | E20 中央自動車道                                        | 74.3          |                                                                                   | 山梨県               | 甲斐市               | 甲斐市               |
| （重複区間）詳細は「E20 / E52 中央自動車道」を参照 |                |                                                         |               |                                                                                   | 山梨県               | 甲斐市               | 甲斐市               |
| 韮崎市                                             |                |                                                         |               |                                                                                   | 山梨県               |                      |                      |
| 北杜市                                             |                |                                                         |               |                                                                                   | 山梨県               |                      |                      |
| -                                                  | 長坂JCT        | E20 中央自動車道                                        |               |                                                                                   | 山梨県               |                      |                      |
| 長坂 - 八千穂 （都市計画手続き中）                 |                |                                                         |               |                                                                                   |                      |                      |                      |
|                                                    | 八千穂高原IC   | 国道299号                                               | 0.0           | ここから佐久北ICまでは無料区間                                                    | 長野県               | 南佐久郡             | 佐久穂町             |
|                                                    | 佐久穂IC       | （間）※2                                                | 4.5           | 地域活性化IC                                                                      | 長野県               | 南佐久郡             | 佐久穂町             |
|                                                    | 佐久臼田IC     | 県道121号上小田切臼田停車場線（下小田切バイパス）       | 6.9           | 地域活性化IC                                                                      | 長野県               | 佐久市               | 佐久市               |
|                                                    | 佐久南IC       | 国道142号                                               | 14.6          | 道の駅ヘルシーテラス佐久南に隣接                                                  | 長野県               | 佐久市               | 佐久市               |
|                                                    | 佐久中佐都IC   | 県道154号塩名田佐久線（中佐都バイパス）                 | 16.9          | 地域活性化IC                                                                      | 長野県               | 佐久市               | 佐久市               |
|                                                    | 佐久北IC       | ※2                                                      | 21.1          | ここから韮崎・佐久穂方面は無料区間 ここから東京・長野方面は有料区間               | 長野県               | 佐久市               | 佐久市               |
| -                                                  | 小諸御影TB     | -                                                       | 21.9          | 本線料金所                                                                        | 長野県               | 小諸市               | 小諸市               |
| 7-1                                                | 佐久小諸JCT    | E18 上信越自動車道                                      | 22.4          |                                                                                   | 長野県               | 小諸市               | 小諸市               |

## 歴史
| 2002 | （3月）双葉JCT - 白根IC                                                    |
| 2003 |                                                                            |
| 2004 | （3月）白根IC - 南アルプスIC                                               |
| 2005 |                                                                            |
| 2006 | （12月）南アルプスIC - 増穂IC                                              |
| 2007 |                                                                            |
| 2008 |                                                                            |
| 2009 |                                                                            |
| 2010 |                                                                            |
| 2011 | （4月）佐久小諸JCT - 佐久南IC                                              |
| 2012 |                                                                            |
| 2013 |                                                                            |
| 2014 |                                                                            |
| 2015 |                                                                            |
| 2016 |                                                                            |
| 2017 | （3月）増穂IC - 六郷IC                                                     |
| 2018 | （4月）佐久南IC - 八千穂高原IC                                             |
| 2019 | （3月）新清水JCT - 富沢IC、下部温泉早川IC - 六郷IC （11月）富沢IC - 南部IC |
| 2020 |                                                                            |
| 2021 | （8月）南部IC - 下部温泉早川IC                                             |

- 1987年（昭和62年）
  - 6月30日 : 第四次全国総合開発計画閣議決定、高規格幹線道路として構想。
  - 9月1日 : 国土開発幹線自動車道建設法が改正され国土開発幹線自動車道の路線とされる。
- 1989年（平成元年）2月27日 : 増穂IC - 双葉JCT間の基本計画公示。
- 1991年（平成3年）12月20日 : 増穂IC - 双葉JCT間の整備計画、新清水JCT - 増穂IC間と八千穂高原IC - 佐久小諸JCT間の基本計画公示。
- 1993年（平成5年）11月19日 : 増穂IC - 双葉JCT間について施行命令。
- 1996年（平成8年）12月27日 : 新清水JCT - 増穂IC間整備計画、佐久南IC - 佐久小諸JCT間の整備計画が上信越自動車道のインターチェンジとして決定。
- 1997年（平成9年）2月5日 : 長坂JCT - 八千穂高原IC間の基本計画公示。
- 1998年（平成10年）
  - 4月8日 : 佐久南IC - 佐久小諸JCT間施行命令。
  - 12月25日 : 新清水JCT - 増穂IC間施行命令、八千穂高原IC - 佐久小諸JCT間整備計画。
- 2002年（平成14年）3月30日 : 白根IC - 双葉JCT間開通、中央自動車道と接続。
- 2003年（平成15年）12月25日 : 八千穂高原IC - 佐久小諸JCT間が新直轄方式へと変更。
- 2004年（平成16年）3月20日 : 南アルプスIC - 白根IC間開通。
- 2006年（平成18年）
  - 2月7日 : 富沢IC - 六郷IC間が新直轄方式へと変更。
  - 9月21日 : 佐久穂IC・佐久臼田IC・佐久中佐都IC・佐久北ICについて整備計画を変更。
  - 12月16日 : 増穂IC - 南アルプスIC間開通。
- 2009年（平成21年）3月20日 : 新直轄方式区間（富沢IC - 六郷IC間、28.3キロメートル）の起工式[27]が行われた。双葉JCT以南では全区間着工[27]。
- 2010年（平成22年）
  - 3月18日 : 身延町和田地区（南部IC - 身延IC間）にインターチェンジが追加されることが報じられる[28]。
  - 6月9日 : 佐久南IC - 佐久小諸JCT間のインターチェンジ・本線料金所・ジャンクション名が正式決定。また、開通予定時期は2010年度末と正式決定。
  - 6月28日 : 増穂IC - 双葉JCT間で無料化社会実験開始。
  - 11月14日 : 完成目前記念イベントとして、佐久北IC - 佐久小諸JCT間を歩くイベント「ハイウェイウォークこもろ」が開催された。
- 2011年（平成23年）
  - 3月21日 : 開通記念イベントとして、佐久南IC - 佐久小諸JCT間を走るマラソンイベントとウォーキングイベントが企画されていたが、同年3月11日に発生した東日本大震災および同年3月12日に発生した長野県北部地震による影響を配慮して中止された。
  - 3月26日 : 佐久南IC - 佐久小諸JCT間が開通。
  - 6月19日 : 無料化社会実験終了。
- 2012年（平成24年）
  - 4月14日 : 新東名高速道路との接続点になる新清水JCTが開通。
  - 4月20日 : 身延町和田地区のインターチェンジが身延山ICとして国土交通相より認可[29][30]。
  - 6月28日 : 身延町下田原地区（身延IC - 六郷IC間）にインターチェンジの整備計画があることが報じられる[31]。
- 2013年（平成25年）6月11日 : 身延町下田原地区のインターチェンジが中富ICとして国土交通相より認可[32]。
- 2014年（平成26年）6月23日 : 身延町大島の建設現場で、男性作業員1人が伐採した木の下敷きとなって死亡[33]。
- 2016年（平成28年）
  - 2月26日 : 仮称であった富沢IC - 六郷IC間各ICの名称が正式に決定。このうち身延ICを下部温泉早川ICとし、その他のICは仮称をそのまま使用することになった[34]。
  - 8月19日 : 新清水JCT - 六郷IC間の開通時期が2017年度中の予定から遅れる見込みであることが報じられた。トンネル掘削工事の難航と、掘削土中の自然由来の重金属の処理が必要になったことによる[35]。
  - 11月22日 : 新清水JCT - 六郷IC間の開通時期が当初の「2017年度」から遅れて早くても「2018年度 - 2019年度」になる見通しであることを発表[36]。また、追加工事により新たに600億円の追加費用が発生することを発表[36]。
  - 12月27日 : 仮称であった八千穂IC、佐久町IC、臼田ICの名称がそれぞれ八千穂高原IC、佐久穂IC、佐久臼田ICに正式決定[37]。
- 2017年（平成29年）
  - 2月20日 : 南アルプス本線料金所廃止。同料金所の撤去と増穂IC料金所の供用、リフレッシュ工事に伴い増穂IC - 双葉JCT間を3月3日、増穂IC - 白根IC間を3月6日まで通行止め[26]。
  - 3月19日 : 六郷IC - 増穂IC間開通、富士川本線料金所・増穂PA供用開始[38][20]。
- 2018年（平成30年）
  - 3月18日 : 八千穂高原IC - 佐久南ICの「開通記念プレイベント」が行われ、マラソン大会やウォーキングイベントが開催[39]。
  - 4月22日 : 八千穂高原IC - 佐久南IC間延伸に伴う切り替え工事のため、佐久南IC - 佐久中佐都IC間で4月28日まで通行止めを実施[40][41]。
  - 4月28日 : 八千穂高原IC - 佐久南IC間開通[42][41]。
  - 7月5日 : 2018年度中に開通予定だった富沢IC - 南部IC間が工事遅れにより2019年夏頃に再延期。その他の区間については開通時期の変更なし[43]。
- 2019年（平成31年/令和元年）
  - 3月10日 : 新清水JCT - 富沢IC間、下部温泉早川IC - 六郷IC間開通[44][45]。
  - 3月19日 : 南部IC - 下部温泉早川ICの開通時期を「2019年度」から「2020年内」に延期することを発表[46]。また、事業費が360億円の増額になる見込みを発表[46]。
  - 8月7日 : 富沢IC - 南部ICの開通時期を「2019年夏」から「2019年11月」に再延期することを発表[47]。
  - 9月4日：国土交通省が中部横断道の暫定2車線区間のうち、白根IC - 双葉JCTを10 - 15年後を目処に4車線化する優先整備区間に選定する方針を発表[48][49][50]。
  - 11月17日 : 富沢IC - 南部IC間開通[51]。
- 2020年（令和2年）7月17日 : 南部IC - 下部温泉早川ICの開通時期を「2020年内」から「2021年夏ごろ」に再延期することを発表[52]。
- 2021年（令和3年）
  - 4月27日 : 南部IC - 下部温泉早川ICの開通時期を「2021年夏ごろ」の「2021年9月」に開通することを発表[7]。
  - 7月21日 : 南部IC - 下部温泉早川ICが8月29日に開通することを発表[6]。
  - 8月6日 : 新清水JCT - 富沢IC間（静岡市清水区）に計画されたスマートインターチェンジが両河内スマートIC（仮称）として国土交通省より連結許可[23]。
  - 8月29日 : 南部IC - 下部温泉早川IC間開通[6]。これにより新清水JCT（新東名高速道路接続） - 双葉JCT（中央自動車道接続）間が全線開通し、この2つが高速道路で結ばれた[6][53][54]。
- 2023年（令和5年）
  - 7月19日 : 長坂 - 八千穂の事業者予定案を山梨県及び長野県に提供。
  - 10月：山梨県及び長野県が都市計画原案の説明会を開催し、具体的なルートおよびIC位置の案を公表。
- 2024年（令和6年）
  - 3月13日：増穂ICがETC専用化[55]。

### 開通予定年度
- 未定 : 長坂JCT - 八千穂高原IC、両河内SIC

## 路線状況

### サービスエリア・パーキングエリア
中部横断道には中央道重複区間も含めサービスエリア (SA) は設けられていない。パーキングエリア (PA) は中央道重複区間も含め増穂PAのみであるが売店は存在しない。ただし、長時間運転の疲労を考慮して以下のような対応が行われている。
- 増穂PAの中央道・長坂方面の下り線は道の駅富士川に隣接しており、「疑似的なハイウェイオアシス」としてPAから直接道の駅の売店・トイレ・ハイウェイ情報ターミナル等が利用可能である（上り線からは利用不可）。
- 2018年（平成30年）3月24日から社会実験として、白根ICから道の駅しらねを利用する場合はETC2.0での利用に限って一時退出が認められており、退出後2時間以内に再流入場した場合は高速道路を降りずに利用した場合と同じ料金に調整される[56]。
- 新直轄区間では佐久南ICに隣接する形で道の駅ヘルシーテラス佐久南が、南部ICに隣接する形で道の駅なんぶがそれぞれ設けられている。

### 車線・最高速度・料金
| 区間                               | 車線 上下線=上り線+下り線 | 最高速度  | 料金 | 備考 |
| ---------------------------------- | ------------------------- | --------- | ---- | ---- |
| 新清水JCT - 富沢IC                 | 2=1+1 （暫定2車線）       | 70 km/h※1 | 有料 |      |
| 富沢IC - 六郷IC                    | 2=1+1 （暫定2車線）       | 70 km/h※1 | 無料 |      |
| 六郷IC - 双葉JCT                   | 2=1+1 （暫定2車線）       | 70 km/h※1 | 有料 | ※2   |
| （長坂JCT - 八千穂高原IC間未開通） |                           |           |      |      |
| 八千穂高原IC - 佐久小諸JCT         | 2=1+1 （暫定2車線）       | 70 km/h※1 | 無料 |      |

- ※1 : 富沢本線料金所・富士川本線料金所・小諸御影本線料金所付近は50 km/h規制
- ※2 : 白根IC - 双葉JCT間は4車線化優先整備区間[48][49][50]

### 主要構造物

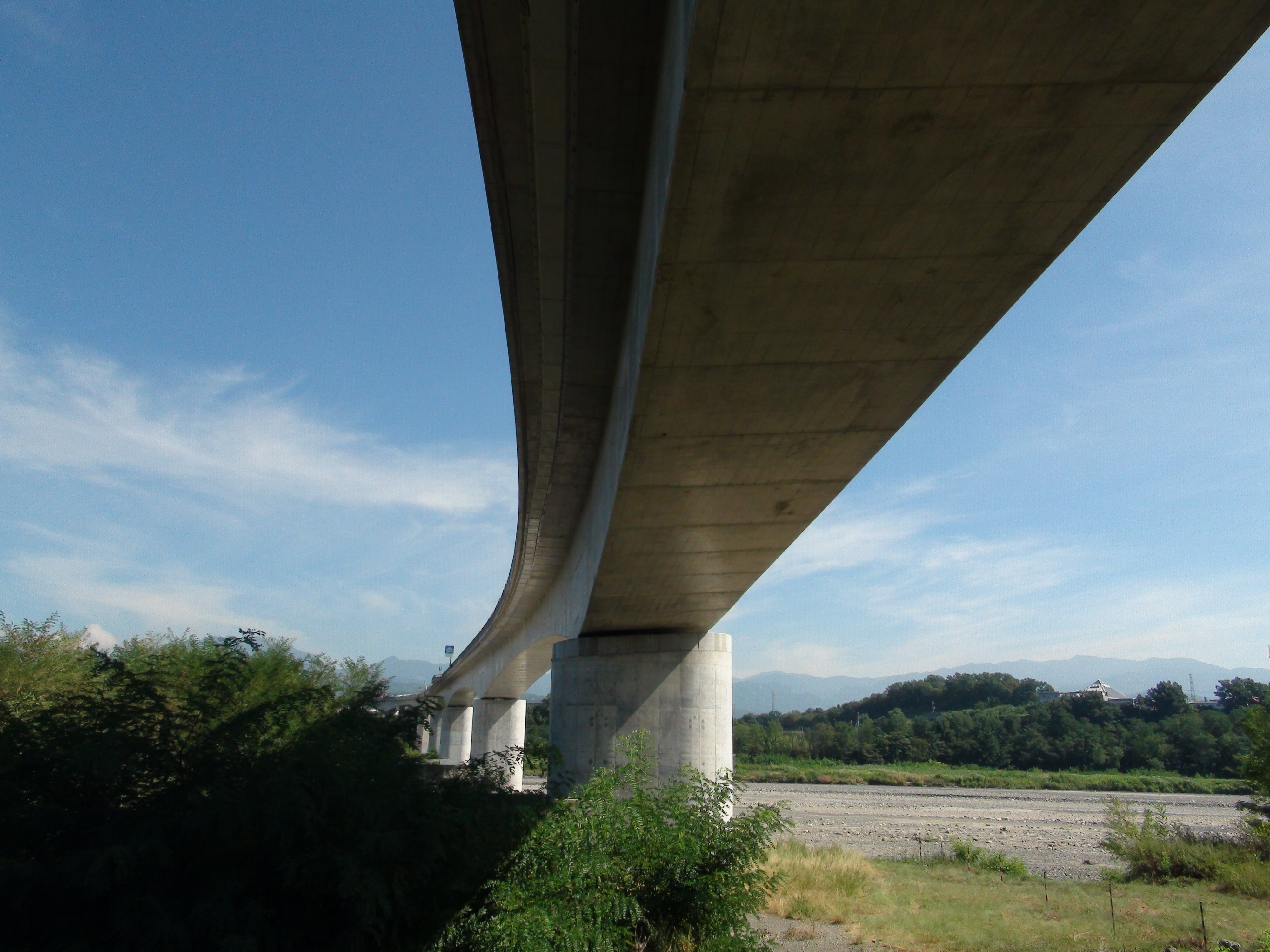
釜無川橋（2012年8月撮影）

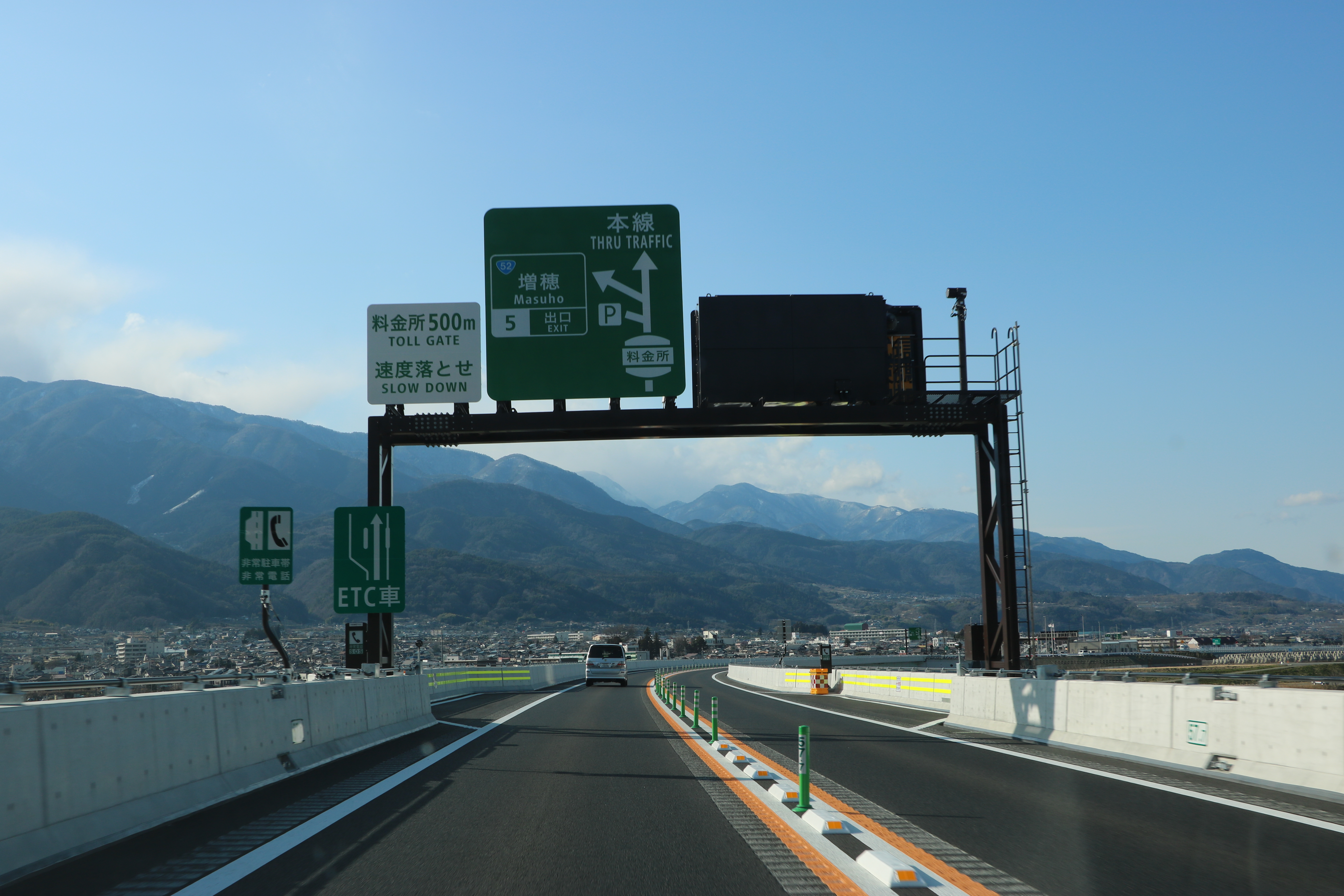
富士川橋。下り線方向（2017年3月撮影）

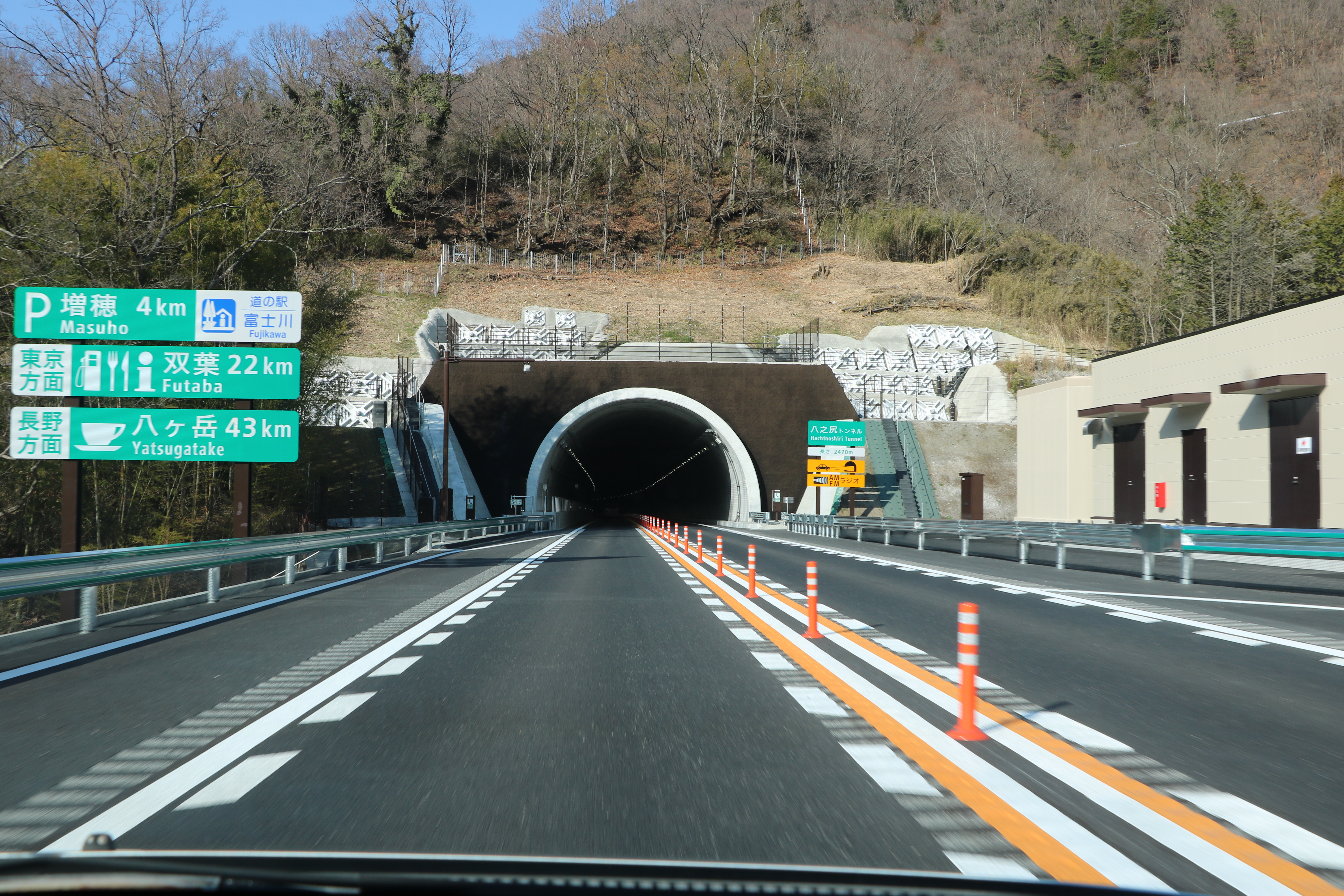
八之尻トンネル南口（2017年3月撮影）

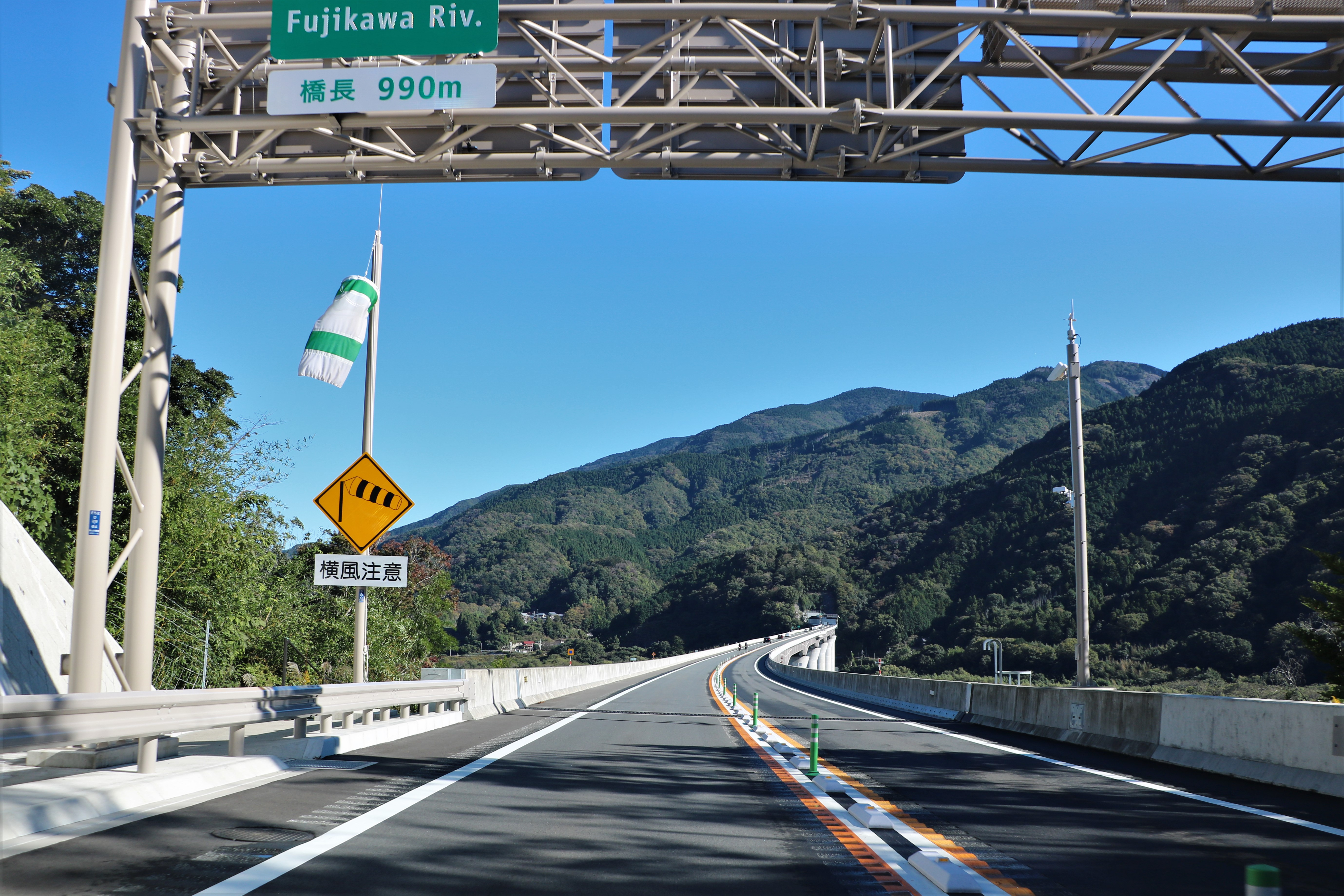
富士川大橋。下り線方向（2021年10月撮影）

#### 佐久小諸JCT - 八千穂高原IC間
| トンネル・橋梁名称 | 名称の読み方 | 延長  | 区間                    | 備考                               | 参考   |
| ------------------ | ------------ | ----- | ----------------------- | ---------------------------------- | ------ |
| 千曲川橋           | ちくまがわ   | 270 m | 佐久中佐都IC - 佐久南IC |                                    | [ 57 ] |
| 佐久臼田トンネル   | さくうすだ   | 800 m | 佐久臼田IC - 佐久穂IC   | 長野県内の区間で最も長いトンネル。 | [ 57 ] |
| 北沢橋             | きたざわ     | 222 m | 佐久穂IC - 八千穂高原IC |                                    | [ 58 ] |
| 上野橋             | うえの       | 292 m | 佐久穂IC - 八千穂高原IC |                                    | [ 58 ] |
| 大石川橋           | おおいしがわ | 295 m | 佐久穂IC - 八千穂高原IC | 長野県内の区間で最も長い橋梁。     | [ 58 ] |

#### 八千穂高原IC - 長坂JCT間
基本計画によるルート策定中。

#### 双葉JCT - 清水JCT間
| トンネル・橋梁名称 | 名称の読み方   | 延長    | 区間                    | 備考                                                                                 | 参考   |
| ------------------ | -------------- | ------- | ----------------------- | ------------------------------------------------------------------------------------ | ------ |
| 釜無川橋           | かまなしがわ   | 753 m   | 双葉JCT - 白根IC        |                                                                                      |        |
| 富士川橋           | ふじかわ       | 823 m   | 増穂IC - 六郷IC         | 有料区間で最も長い橋梁。                                                             | [ 59 ] |
| 八之尻トンネル     | はちのしり     | 2,469 m | 増穂IC - 六郷IC         |                                                                                      | [ 60 ] |
| 宮狩トンネル       | みやかり       | 2,893 m | 増穂IC - 六郷IC         |                                                                                      | [ 61 ] |
| 原トンネル         | はら           | 751 m   | 増穂IC - 六郷IC         |                                                                                      |        |
| 鴨狩津向トンネル   | かもがりつむぎ | 355 m   | 六郷IC - 中富IC         |                                                                                      |        |
| 城山トンネル       | しろやま       | 2,087 m | 六郷IC - 中富IC         |                                                                                      |        |
| 一色トンネル       | いっしき       | 1,275 m | 中富IC - 下部温泉早川IC |                                                                                      |        |
| 醍醐山トンネル     | だいごやま     | 2,409 m | 中富IC - 下部温泉早川IC | 新直轄区間で最も長いトンネル。                                                       | [ 62 ] |
| 富士川大橋         | ふじかわ       | 994.5 m | 身延山IC - 南部IC       | 最も長い橋梁。                                                                       | [ 63 ] |
| 塩沢トンネル       | しおざわ       | 649 m   | 南部IC - 富沢IC         |                                                                                      |        |
| 楮根第四トンネル   | かぞねだいよん | 1,852 m | 南部IC - 富沢IC         |                                                                                      |        |
| 峯トンネル         | みね           | 506 m   | 富沢IC - 新清水JCT      |                                                                                      |        |
| 竹之沢トンネル     | たけのさわ     | 766 m   | 富沢IC - 新清水JCT      |                                                                                      |        |
| 森山トンネル       | もりやま       | 1,734 m | 富沢IC - 新清水JCT      |                                                                                      |        |
| 石合トンネル       | いしあい       | 509 m   | 富沢IC - 新清水JCT      |                                                                                      |        |
| 長瀞川橋           | ながとろがわ   | 322.5 m | 富沢IC - 新清水JCT      |                                                                                      | [ 59 ] |
| 樽峠トンネル       | たるとうげ     | 4,999 m | 富沢IC - 新清水JCT      | 同道路で最も長いトンネル。危険物積載車両が通行できるトンネルとしては日本で一番長い。 | [ 59 ] |
| 湯沢トンネル       | ゆざわ         | 199 m   | 富沢IC - 新清水JCT      |                                                                                      |        |
| 葛沢トンネル       | とずらさわ     | 2,295 m | 富沢IC - 新清水JCT      |                                                                                      | [ 59 ] |
| 両河内トンネル     | りょうごうち   | 682 m   | 富沢IC - 新清水JCT      |                                                                                      |        |
| 両河内橋           | りょうごうち   | 460 m   | 富沢IC - 新清水JCT      |                                                                                      | [ 64 ] |

### 道路管理者

#### 有料区間
- 中日本高速道路（NEXCO中日本） 東京支社
  - 富士保全・サービスセンター - 新清水JCT - 富沢IC
  - 甲府保全・サービスセンター - 六郷IC - 双葉JCT[65]
- 東日本高速道路（NEXCO東日本） 関東支社
  - 長野管理事務所 - 小諸御影料金所 - 佐久小諸JCT

#### 無料区間
- 国土交通省関東地方整備局
  - 甲府河川国道事務所 峡南国道出張所 - 富沢IC - 六郷IC
  - 長野河川国道事務所 中部横断自動車道出張所 - 八千穂高原IC - 小諸御影料金所

### ハイウェイラジオ
- 樽峠(新清水JCT - 富沢IC 樽峠トンネル内)

### 交通量
24時間交通量（台） 道路交通センサス
| 区間                      | 平成17（2005）年度 | 平成22（2010）年度 | 平成27（2015）年度 |
| ------------------------- | ------------------ | ------------------ | ------------------ |
| 新清水JCT - 富沢IC        | 調査当時未開通     | 調査当時未開通     | 調査当時未開通     |
| 富沢IC - 南部IC           | 調査当時未開通     | 調査当時未開通     | 調査当時未開通     |
| 南部IC - 身延山IC         | 調査当時未開通     | 調査当時未開通     | 調査当時未開通     |
| 身延山IC - 下部温泉早川IC | 調査当時未開通     | 調査当時未開通     | 調査当時未開通     |
| 下部温泉早川IC - 中富IC   | 調査当時未開通     | 調査当時未開通     | 調査当時未開通     |
| 中富IC - 六郷IC           | 調査当時未開通     | 調査当時未開通     | 調査当時未開通     |
| 六郷IC - 増穂IC           | 調査当時未開通     | 調査当時未開通     | 調査当時未開通     |
| 増穂IC - 南アルプスIC     | 調査当時未開通     | 6,798              | 2,379              |
| 南アルプスIC - 白根IC     | 1,379              | 8,009              | 3,695              |
| 白根IC - 双葉JCT          | 2,757              | 5,506              | 4,684              |
| 長坂JCT - 八千穂高原IC    | 未開通             | 未開通             | 未開通             |
| 八千穂高原IC - 佐久穂IC   | 調査当時未開通     | 調査当時未開通     | 調査当時未開通     |
| 佐久穂IC - 佐久臼田IC     | 調査当時未開通     | 調査当時未開通     | 調査当時未開通     |
| 佐久臼田IC - 佐久南IC     | 調査当時未開通     | 調査当時未開通     | 調査当時未開通     |
| 佐久南IC - 佐久中佐都IC   | 調査当時未開通     | 調査当時未開通     | 9,747              |
| 佐久中佐都IC - 佐久北IC   | 調査当時未開通     | 調査当時未開通     | 9,747              |
| 佐久北IC - 佐久小諸JCT    | 調査当時未開通     | 調査当時未開通     | 9,747              |

（出典：「平成22年度道路交通センサス」・「平成27年度全国道路・街路交通情勢調査」（国土交通省ホームページ）より一部データを抜粋して作成）
- 平成22年度の調査期間中において増穂IC - 双葉JCTでは、高速道路無料化社会実験が行われていた。

- 令和2年度に実施予定だった交通量調査は、新型コロナウイルスの影響で延期された[66]。

## 地理

### 通過する自治体
- 静岡県
  - 静岡市（清水区）
- 山梨県
  - 南巨摩郡南部町 - 南巨摩郡身延町 - 西八代郡市川三郷町 - 南巨摩郡富士川町 - 南アルプス市 - 甲斐市 - (韮崎市) - (北杜市)
- 長野県
  - 南佐久郡佐久穂町 - 佐久市 - 小諸市

※ 開通済みの区間のみ掲載

### 接続する高速道路
- E1A / E52 新東名高速道路（新清水JCTで接続）
- E20 中央自動車道（双葉JCTで接続）
- E20 中央自動車道（長坂JCTで接続、基本計画区間）
- E18 上信越自動車道（佐久小諸JCTで接続）